# Mačva
O Distrito de Mačva (em sérvio:  Мачвански округ / Mačvanski okrug) é um distrito da Sérvia. O distrito está localizado na região oeste da Sérvia. Sua população é estimada em 296.456 habitantes. O centro administrativo do Distrito de Mačva é Šabac.

## Municípios e cidades
O distrito abrange os municípios de:
- Šabac
- Loznica
- Bogatić
- Vladimirci
- Koceljeva
- Mali Zvornik
- Krupanj
- Ljubovija

## Demografia
Composição étnica do distrito:
| Grupos étnicos | População |
| -------------- | --------- |
| Sérvios        | 284,165   |
| Ciganos        | 4,537     |
| Muçulmanos     | 1,501     |
| Croatas        | 327       |
| Bosníacos      | 271       |
| Iugoslavos     | 261       |
| Montenegrinos  | 185       |
| Macedônios     | 150       |
| Húngaros       | 108       |
| Outros         | 7,426     |
| Total          | 298,931   |

## História e cultura
Monumentos famosos podem ser vistos nos arredores de Šabac, dedicados aos eventos da história do povo sérvio: o Monumento a Jorge Negro e aos Heróis Sérvios da Primeira Revolta Sérvia e o Museu da Batalha de Mišar, os restos de antigas cidades às margens do rio Sava como Novo Selo, o local do Palácio do Rei Estêvão Milutino.